# Oligobuninae
Gli oligobunini (Oligobuninae) sono una sottofamiglia di mammiferi carnivori estinti, appartenenti ai mustelidi. Vissero tra l'Oligocene superiore e il Miocene medio (circa 28 - 15 milioni di anni fa) e i loro resti sono stati ritrovati in Nordamerica.

## Descrizione
L'aspetto e la taglia di questi animali era molto variabile: generalmente erano di piccole dimensioni e simili a genette o martore (come Oligobunis e Zodiolestes), ma alcuni esemplari erano di corporatura molto robusta e di taglia enorme (oltre due metri di lunghezza, come Megalictis). In ogni caso, gli oligobunini sembrerebbero essere caratterizzati da uno scheletro adattato a uno stile di vita terrestre e da una dentatura considerata più basale rispetto a quella dei mustelidi odierni.  La dentatura era caratterizzata da un carnassiale inferiore con talonide tagliente e dotato di un metaconide. Non vi era alcuna tendenza all'ingrandimento della parte interna del primo molare superiore, come invece avveniva in altri mustelidi.

## Classificazione
La sottofamiglia Oligobuninae venne formalizzata da Baskin nel 1998 per accogliere alcune forme di mustelidi arcaici tipici dell'Oligocene-Miocene nordamericano. Tuttavia, già nel 1945 Elmer S. Riggs proponeva una serie evolutiva di questi animali che partiva dal genere primitivo Promartes per arrivare alle forme ipercarnivore come Megalictis, attraverso la forma intermedia Oligobunis. Questi animali sono stati conosciuti informalmente per lungo tempo come "paleomustelidi", insieme ad alcune forme eurasiatiche come Potamotherium e Semantor. Il genere Brachypsalis, con la sua dentatura aberrante, non ricade tuttavia nella serie evolutiva proposta da Riggs, mentre il genere Zodiolestes possiede alcune caratteristiche mandibolari tali da avvicinarlo alla famiglia dei procionidi. Anche se spesso Semantor e Potamotherium sono stati avvicinati agli oligobunini, ricerche più recenti hanno indicato che queste due forme, insieme a Puijila, farebbero parte di un clade specializzato accanto ai veri mustelidi, noto come Semantoridae, e vicino all'origine dei pinnipedi (Berta et al., 2018).